# Admestina wheeleri
Admestina wheeleri là một loài nhện trong họ Salticidae.
Loài này thuộc chi Admestina. Admestina wheeleri được Elizabeth Maria Gifford Peckham & George William Peckham miêu tả năm 1888.